# Leon Feffer
Leon Feffer (Kolky, Oblast de Rivne, Ucrânia, 27 de novembro de 1902 — São Paulo, 7 de fevereiro de 1999) foi um empresário e inventor ucraniano-brasileiro, fundador da Suzano Papel e Celulose. É reconhecido mundialmente por seu pioneirismo na produção de celulose de fibra curta a partir do eucalipto em escala industrial, uma inovação que revolucionou a indústria de papel e celulose global e conferiu ao Brasil uma vantagem competitiva duradoura no setor.

## Biografia

### Primeiros Anos e Emigração
Nascido em uma família judaica em Kolki, na Ucrânia, Leon Feffer enfrentou as instabilidades políticas e econômicas do Leste Europeu no início do século XX. Em 1920, aos 18 anos, emigrou para o Brasil com sua mãe, um irmão e duas irmãs, em busca de novas oportunidades. A família estabeleceu-se em São Paulo, onde Leon rapidamente demonstrou seu talento para o comércio.

### Carreira Empreendedora e a Fundação da Suzano
Leon iniciou sua trajetória como comerciante, vendendo uma variedade de produtos, com destaque para o papel, que comprava em grandes bobinas e revendia em formatos menores. Seu espírito empreendedor o levou a expandir seus negócios. Durante as décadas de 1920 e 1930, abriu uma oficina de tipografia e uma pequena fábrica de envelopes, consolidando sua presença no mercado paulistano.
O ponto de virada em sua carreira ocorreu em 1939. Visionário, Feffer decidiu que era hora de produzir seu próprio papel. Para levantar o capital necessário, tomou a ousada decisão de vender todos os seus ativos, incluindo a casa onde morava com a família. Com os recursos, fundou a sua primeira fábrica de papel no bairro do Ipiranga. Essa modesta fábrica foi o embrião da que viria a ser a Suzano Papel e Celulose, uma das maiores empresas do setor no mundo.

### A Inovação da Celulose de Eucalipto
Até a década de 1950, a indústria de papel dependia exclusivamente de árvores de fibra longa, como o pinus, matéria-prima escassa no Brasil. Inconformado com essa dependência, Leon Feffer começou a pesquisar alternativas viáveis e adaptadas ao clima brasileiro. Ele vislumbrou o potencial do eucalipto, uma árvore de crescimento rápido, mas cuja fibra curta era considerada inadequada para a produção de celulose de qualidade na época.
Após anos de pesquisa e desenvolvimento em seus próprios laboratórios, enfrentando o ceticismo da comunidade técnica internacional, Feffer e sua equipe alcançaram um feito revolucionário: desenvolveram uma técnica para produzir, em escala industrial, celulose de alta qualidade a partir da fibra de eucalipto. Esse avanço não apenas garantiu a autossuficiência da Suzano, mas transformou o Brasil em uma potência mundial no setor, já que o país possuía condições ideais para o cultivo da árvore.

### Filosofia de Gestão e Sucessão
Leon Feffer era conhecido por sua disciplina e uma filosofia de gestão centrada na responsabilidade pessoal, resumida em seu lema: "Reporto-me". A frase significava que ele era o principal responsável por suas decisões e resultados, uma mentalidade que incutiu na cultura da empresa.
A partir da década de 1970, iniciou o processo de transição da liderança do Grupo Suzano para seu filho, Max Feffer, que deu continuidade à expansão e modernização da companhia. A gestão familiar se manteve com seu neto, David Feffer, consolidando um dos mais bem-sucedidos casos de sucessão empresarial do Brasil.

### Atividades Comunitárias e Filantropia
Além de sua carreira empresarial, Leon Feffer foi um membro ativo e dedicado da comunidade. Desempenhou um papel fundamental na fundação ou no fortalecimento de diversas instituições importantes, como o Hospital Israelita Albert Einstein, o Colégio Renascença, a A Hebraica e a Casa de Cultura de Israel. Foi também presidente da Federação Israelita do Estado de São Paulo.
Por seus serviços e sua importância nas relações entre os países, exerceu o cargo de cônsul honorário de Israel no Brasil entre 1956 e 1981.

## Morte e Legado
Leon Feffer faleceu em São Paulo, em 7 de fevereiro de 1999, aos 96 anos. Seu legado transcende a criação de uma gigante empresarial. Ele é lembrado como um visionário que desafiou paradigmas e redefiniu uma indústria global, um imigrante que, com trabalho e engenhosidade, contribuiu de forma indelével para o desenvolvimento industrial do Brasil e um filantropo comprometido com sua comunidade.